# Commercio alternativo
Il commercio alternativo è un genere di commercio che – similarmente al commercio equo-solidale – tende a sviluppare nuove tecniche di mercato svincolate dalle rigide logiche di mercato, in ossequio ad una etica degli scambi di beni e valori che rifugga dal controllo del mercato stesso da parte di pochi gruppi di potere.
A differenza del commercio equo e solidale, che si occupa dello sviluppo di rapporti commerciali eticamente corretti con Paesi del sud del mondo, rientrano nel commercio alternativo tutti gli scambi basati sui medesimi principi di eticità e di consumo critico, effettuati anche localmente.